# صورة تشغيلية محلية
يشير مفهوم الصورة التشغيلية المحلية (LOP) إلى عرض واحد متطابق من المعلومات (التشغيلية) ذات الصلة بـ ساحة المعركة (على سبيل المثال وضع القوات الخاصة وقوات العدو، ووضع وحالة البنية التحتية الهامة مثل الكباري والطرق وما إلى ذلك) التي شيدت للاستخدام المحلي.
يعد مصطلح الصورة التشغيلية المحلية مفهومًا عسكريًا مستجدًا. وعلى الرغم من ذلك، هناك العديد من الأمثلة الأدبية التي تشير إلى أن مصطلح الصورة التشغيلية المحلية مخصص ليستخدمه قائد (رتبة عسكرية) الفصيلة (وحدة عسكرية) ويمتد نطاق تغطيته إلى مدى يصل إلى 250 مترًا . وبهذا، تساعد الصورة التشغيلية المحلية قائد الفصيلة في تحقيق الوعي بالموقف.

## علاقته بالصورة التشغيلية المشتركة (COP)
قد تشترك العديد من الصور التشغيلية المحلية إلكترونيًا وتندمج لتصبح صورة تشغيلية مشتركة (COP). وبشكل عام، يقصد بعملية مشاركة الصورة التشغيلية المحلية لتكوين صورة تشغيلية مشتركة أن يتم استبدال الصورة التشغيلية المحلية بالصورة التشغيلية المشتركة وبالتالي يصبح لديها مدة زمنية محدودة.

## البنية
لقد تم تشييد الصورة التشغيلية المحلية بالاستعانة بـ مكشاف مثبت/منفصل عن المنصة يتمثل دوره في تحديد الوضع الجغرافي والإشارات.

## كتابات أخرى
- Department of the US Army Headquarters Field Manual 3-0 (FM 3-0), Operations, (2008)  نسخة محفوظة 13 فبراير 2009 على موقع واي باك مشين.